# Keven McAlester
Keven McAlester é um produtor cinematográfico americano. Como reconhecimento, foi nomeado ao Oscar 2015 na categoria de Melhor Documentário em Longa-metragem por Last Days in Vietnam.